# Boyd Lucassen
Boyd Lucassen (Doetinchem, 1 juli 1998) is een Nederlands voetballer die doorgaans als rechtsback speelt. Hij verruilde Go Ahead Eagles in de zomer van 2022 voor NAC Breda.

## Carrière

### Vitesse
Boyd Lucassen speelde in de jeugd van SV Kilder en SBV Vitesse. Van 2016 tot 2019 speelde hij voor Jong Vitesse, waarmee hij in zijn eerste seizoen uit de Tweede divisie naar de Derde divisie Zondag degradeerde. Het seizoen erna promoveerde het team direct weer terug door kampioen te worden van de Derde divisie Zondag. In het seizoen 2017/18 zat Lucassen eenmalig op de bank bij het eerste elftal van Vitesse, in de met 4-2 gewonnen thuiswedstrijd tegen FC Groningen op 19 november 2017. 

### Go Ahead Eagles
In 2019 vertrok hij transfervrij naar Go Ahead Eagles, waar hij op 18 oktober 2019 debuteerde in de met 3-0 gewonnen thuiswedstrijd tegen FC Volendam. Hij kwam in de 87e minuut in het veld voor Richard van der Venne. In het seizoen 2020/21 werd hij basisspeler bij Go Ahead. Op 2 mei 2021 scoorde hij in een 5-1 overwinning op Helmond Sport zijn eerste doelpunt voor de club. Twee weken later, in de laatste speelronde, won Go Ahead met 1-0 van Excelsior, waardoor het op de tweede plek eindigde en promoveerde naar de Eredivisie. 
In die competitie maakte hij op 13 augustus tegen Sc Heerenveen zijn debuut. Op 27 november was hij tegen Willem II goed voor de enige treffer van de wedstrijd, wat ook zijn eerste doelpunt in de Eredivisie betekende. Dat seizoen eindigde Go Ahead als dertiende en bereikte het de halve finale van de KNVB Beker, waarin PSV te sterk was. In totaal speelde Lucassen 76 wedstrijden voor Go Ahead.

### NAC Breda
In de zomer van 2022 maakte Lucassen transfervrij de overstap naar NAC Breda. Hij maakte op 5 augustus tegen Helmond Sport zijn debuut voor de club. Hij miste dat seizoen slechts één wedstrijd door een schorsing en speelde verder 44 wedstrijden. Daarin kwam hij tot drie goals en tien assists, maar werd hij in de finale van de play-offs om promotie uitgeschakeld door FC Emmen. Een jaar later promoveerde Lucassen met NAC Breda wel via de play-offs. Met 34 wedstrijden en twee goals had hij daar een mooi aandeel in. Daardoor keerde Lucassen na een afwezigheid van twee jaar op 18 augustus 2024 tegen AFC Ajax met een 2-1 overwinning weer terug op het hoogste niveau. 

## Statistieken
| Seizoen        | Club            | Competitie     | Competitie | Competitie | Beker | Beker | Overig | Overig | Totaal | Totaal |
| Seizoen        | Club            | Competitie     | Wed.       | Dlp.       | Wed.  | Dlp.  | Wed.   | Dlp.   | Wed.   | Dlp.   |
| -------------- | --------------- | -------------- | ---------- | ---------- | ----- | ----- | ------ | ------ | ------ | ------ |
| 2017/18        | Vitesse         | Eredivisie     | 0          | 0          | 0     | 0     | –      | –      | 0      | 0      |
| 2018/19        | Vitesse         | Eredivisie     | 0          | 0          | 0     | 0     | –      | –      | 0      | 0      |
| 2019/20        | Go Ahead Eagles | Eerste divisie | 2          | 0          | 2     | 0     | –      | –      | 4      | 0      |
| 2020/21        | Go Ahead Eagles | Eerste divisie | 33         | 1          | 3     | 0     | –      | –      | 36     | 1      |
| 2021/22        | Go Ahead Eagles | Eredivisie     | 31         | 1          | 5     | 0     | –      | –      | 36     | 1      |
| 2022/23        | NAC Breda       | Eerste divisie | 37         | 3          | 3     | 0     | 4      | 0      | 44     | 3      |
| 2023/24        | NAC Breda       | Eerste divisie | 27         | 2          | 1     | 0     | 6      | 0      | 34     | 2      |
| 2024/25        | NAC Breda       | Eredivisie     | 13         | 1          | 1     | 0     | 0      | 0      | 14     | 1      |
| Carrièretotaal | Carrièretotaal  | Carrièretotaal | 143        | 8          | 15    | 0     | 10     | 0      | 168    | 8      |

Bijgewerkt t/m 17 januari 2025.